# Morti nel 1263
| Questa pagina contiene informazioni ricavate automaticamente dalle voci biografiche con l'ausilio del template Bio e di un bot. L'aggiornamento è periodico e automatico e ricostruisce completamente la pagina. Se manca una persona in questa lista, sei pregato di non aggiungerla, ma accertati piuttosto che la sua voce biografica contenga il template Bio e che i dati anagrafici siano correttamente compilati. Se il template Bio manca, inseriscilo tu stesso o, in alternativa, metti l'avviso {{tmp\|Bio}} che ne segnala la mancanza. Se i dati riportati sono sbagliati, correggi direttamente la voce biografica; le modifiche saranno visibili in questa lista entro pochi giorni. Per chiarimenti vedi il progetto biografie. La lista contiene solo le 24 persone che sono citate nell'enciclopedia e per le quali è stato implementato correttamente il template Bio. Pagina aggiornata al 13 gen 2025. |

- 7 gennaio - Agnese di Merania, nobile tedesca
- 16 gennaio - Shinran, monaco buddista giapponese (n. 1173)
- 19 marzo - Hughes de Saint-Cher, cardinale francese
- 7 giugno - Bonifacio di Savoia, conte (n. 1244)
- 14 novembre - Aleksandr Nevskij, nobile, santo e militare russo (n. 1220)
- 20 novembre - Martino della Torre, sovrano e politico italiano
- 16 dicembre - Haakon IV di Norvegia, re (n. 1204)
- 24 dicembre - Hōjō Tokiyori, militare giapponese (n. 1227)
- Accursio, giurista italiano (n. 1184)
- Gregorio I di Alessandria, arcivescovo ortodosso egiziano
- Crescenzio da Jesi, religioso italiano
- Guido I de la Roche, nobile francese (n. 1205)
- Hugues Libergier, architetto francese
- Manuele I di Trebisonda, imperatore
- Mindaugas, nobile
- Morta, nobile lituana
- Rodolfo III di Neuchâtel, nobile svizzero
- Gualtiero di Ocre, nobile italiano
- Pastore, vescovo cattolico italiano
- Raymon Russignol, poeta francese (n. 1189)
- Cavalcano Sala, vescovo cattolico italiano
- Tautvilas, nobile lituano
- Hugh de Vere, IV conte di Oxford, nobile britannico (n. 1210)
- Yonah ben Abraham Gerondi, rabbino e filosofo spagnolo